# Dalian Greenland Center
Das Dalian Greenland Center, auch Greenland Plaza genannt, ist ein im Bau befindlicher Wolkenkratzer im chinesischen Dalian (Provinz Liaoning).
Der Bau des vom Architekturbüro ECADI entworfenen Wolkenkratzers wurde im Sommer 2014 begonnen, nachdem bereits 2010 erste Planungen für das Bauprojekt veröffentlicht wurden. Nach den bisherigen Planungen sollten die Arbeiten im Jahr 2018 abgeschlossen sein, jedoch befindet sich das Gebäude derzeit im Baustopp. Mit einer Höhe von 518 Metern wäre das Gebäude eines der höchsten weltweit sowie das mit Abstand höchste der Stadt Dalian. Auf den 88 Etagen, die eine Nutzfläche von rund 287.000 Quadratmetern bieten werden, sind neben Büros auch Wohnungen und ein Hotel vorgesehen. Das Hotel soll über 260 luxuriöse Suiten verfügen, während die darüber liegenden Wohnapartments 265 an der Zahl sind. Zusätzlich soll es in einem der oberen Stockwerke eine öffentlich zugängliche Aussichtsplattform in 406 Metern Höhe geben. Im Innern des Hochhauses sollen 37 Aufzüge installiert werden, die eine Geschwindigkeit von neun Metern pro Sekunde erreichen. Architektonisch zeichnet sich das Gebäude, dessen Gestalt an den Außenwänden leicht abgerundet ist, durch ein eckiges Loch im oberen Bereich aus; ähnlich wie beim Shanghai World Financial Center in Shanghai. Die Fassade wird nach den Planungen komplett mit Glas verkleidet sein.